# Pietro Cimatti
Pietro Cimatti (Forlì, 29 novembre 1929 – Forlì, 28 febbraio 1991) è stato un poeta, scrittore e pittore italiano.

## Biografia
A partire dal dopoguerra, quando si trasferì con la madre a Roma, pubblicò oltre una decina di libri di poesia; Giancarlo Vigorelli, recensendo una sua raccolta, scrisse: "Un esempio unico da noi di scatenamento poetico".
Si dedicò anche alla pittura: nel 1963 realizzò la sua prima personale, presentata da Giuseppe Capogrossi.
Dal 1959 al 1964 fu redattore capo de La Fiera Letteraria, diretta da Diego Fabbri. Collaborò con la Rai (tra gli ultimi programmi, La telefonata, a cura di Gianni Bisiach, su Radio 1) e con diversi quotidiani e periodici, fra cui: Il Popolo, Leggere, Prospettive meridionali, Il caffè, Vita, Civiltà delle macchine, Idea, Prospettive libri, Operare, Sorrisi e Canzoni, Il Messaggero.
Si sposò nel 1957 con la pittrice Laura Giometti con la quale ebbe tre figli: Felice, Duccio e Ivano (detto Vanja); nel 1967 la coppia si separò. Dopo una breve malattia, sposò in punto di morte Rosita Toros, sua compagna da molti anni.
Dalla fine degli anni Settanta fu tra i "ricercatori" del gruppo esoterico Cerchio Firenze 77. Dal 1988 al 1991 fu consigliere-fondatore della Fondazione Marino Piazzolla.
Morì in una clinica a Forlì, sua città natale, dove nel 2012 gli è stata dedicata una via.

## Opere

### Poesia
- Metamorfosi, Udine, Edizioni dei “Quaderni del Provinciale”, 1957.
- Io non ho nome, Padova, Rebellato Editore, 1958.
- Ho amore, Padova, Amicucci Editore, 1960.
- È la fine, Padova, Rebellato Editore, 1967.
- Apocalisse negra, Milano, Silva Editore, 1967.
- Assolutamente fuori, Milano, Silva Editore, 1971.
- Le ceneri di Pasolini, Roma, Editrice Magma, 1975.
- Segno di vita, Milano, Rusconi, 1976.
- Stanze sulla polveriera, Milano, Rusconi, 1978.
- Noi veli, Perugia, Umbria Editrice, 1980.
- Lame, Roma, Team stampa, 1987.
- Sagittario in amore - poesie postume, Martinsicuro, Di Felice Edizioni, 2015.

### Testi critici e narrativi
- Le ceneri di Pasolini, Roma, Editrice Magma, 1975.
- Nicaragua anno zero, Parma, Guanda, 1976.
- Vergine & martire, Roma, Editrice Magma, 1977.
- Oslo, Roma, L'Officina libri, 1978.
- Oscure trame, Roma, Lucarini, 1980.
- Manuale dell'anticristo, Genova, Edizioni Culturali Internazionali Genova, 1988.
- Intervista al discepolo, Sarzana, Carpena Edizioni, 1988.
- L'uomo zero, Roma, Astrolabio, 1992, ISBN 978-88-340-1075-4.

## Riconoscimenti
Premio LericiPea
- 1988

Premio Flaiano
- 1989